# Basil Woon
Basil Dillon Woon, né le 28 septembre 1893 et mort le 4 juin 1974, est un écrivain, journaliste et dramaturge américain et britannique. Il a travaillé entre-autres pour United Press, de grands journaux et la British Broadcasting Corporation. Il a également réalisé plusieurs films.